# Obština Radomir
Obština Radomir (bulharsky Община Радомир) je bulharská jednotka územní samosprávy v Pernické oblasti. Leží v západním Bulharsku, v Radomirské kotlině a okolních pohořích (Verila, Vitoša, Koňavska planina). Správním střediskem je město Radomir, kromě něj zahrnuje obština 31 vesnici. Žije zde téměř 17 tisíc stálých obyvatel.

## Sídla
- Bajkalsko
- Belanica
- Boboraci
- Bornarevo
- Červena Mogila
- Čukovec
- Debeli Lag[p 1]
- Dolna Dikaňa[p 1]
- Dolni Rakovec[p 1]
- Dragomirovo
- Dren[p 1]
- Drugan[p 1]
- Gălăbnik[p 1]
- Gorna Dikaňa[p 1]
- Izvor[p 1]
- Kasilag
- Klenovik[p 1]
- Kondofrej[p 1]
- Kopanica[p 1]
- Košarite
- Negovanci
- Nikolaevo
- Pocărnenci
- Priboj[p 1]
- Radiboš
- Radomir[p 2] (sídlo správy)
- Staro Selo[p 1]
- Stefanovo[p 1]
- Ugljarci
- Vladimir[p 1]
- Žedna
- Žituša

## Obyvatelstvo
V obštině žije 16 974 stálých obyvatel a včetně přechodně hlášených obyvatel 19 769. Podle sčítáni 1. února 2011 bylo národnostní složení následující:
- Bulhaři: 18 487 (94.3 %)
- Romové: 893 (4.6 %)
- Turci: 34 (0.2 %)
- ostatní: 194 (1.0 %)